# Allgemeine Auswanderungs-Zeitung
Die Allgemeine Auswanderungs-Zeitung erschien in Rudolstadt von 1846 bis 1871.

## Geschichte
Die Allgemeine Auswanderungs-Zeitung wurde von Günther Fröbel (1811–1878), einem Neffen des Reformpädagogen Friedrich Fröbel, in Rudolstadt in Thüringen herausgegeben.
Sie enthielt vielfältige Ratschläge und Informationen für deutsche Auswanderungswillige, von denen es in dieser Zeit Zehntausende gab. Die hauptsächlichen Ziele lagen in Nord-, Mittel- und Südamerika, sowie in Australien, wo spezielle Agenturen  die Neuankömmlinge weiter betreuten. In der Zeitung gab es auch Berichte über diese Länder und über bereits Ausgewanderte. Sie erschien meist einmal wöchentlich, zeitweise auch zwei- oder dreimal wöchentlich.
Von 1847 bis 1864 gab es eine belletristische Beilage    Pilot.
Günther Fröbel führte auch ein Allgemeines Auswanderungs-Bureau in Rudolstadt, in dem er kostengünstige Informationen und Kontakte vermittelte.
Die meisten Ausgaben der Allgemeinen Auswanderungs-Zeitung sind digitalisiert.
Die  Passagierlisten der Auswanderungsschiffe sind in der Gegenwart für die genealogischen Forschungen von Familienmitgliedern von besonderem Interesse.